# Charles Gordon-Lennox, 10. Duke of Richmond

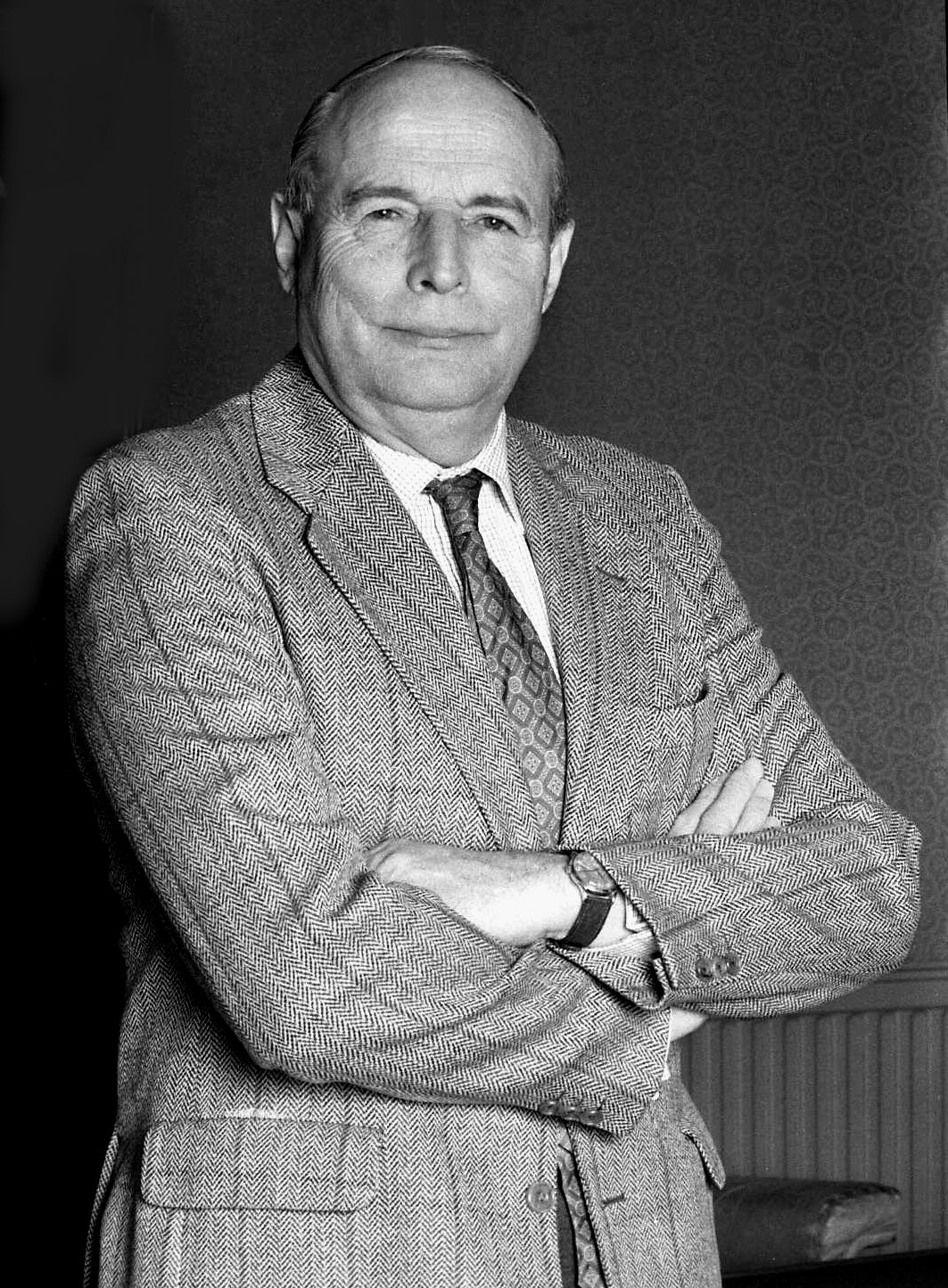
Der 10. Duke of Richmond, Fotografie von Allan Warren, 1990

Charles Henry Gordon-Lennox, 10. Duke of Richmond, 10. Duke of Lennox, 5. Duke of Gordon (* 19. September 1929; † 1. September 2017) war ein britischer Politiker und Adliger.
Er war der ältere Sohn des Frederick Charles Gordon-Lennox, 9. Duke of Richmond, und dessen Gemahlin Elizabeth Grace Hudson. Als Heir apparent seines Vaters führte er ab seiner Geburt den Höflichkeitstitel Lord Settrington, ab 1935, nach dem Tod seines Großvaters, den Höflichkeitstitel Earl of March and Kinrara. Beim Tod seines Vaters 1989 erbte er dessen Adelstitel als Duke of Richmond, Lennox and Gordon.
Er wurde am Eton College erzogen, diente 1949 als 2nd Lieutenant im King’s Royal Rifle Corps, studierte am William Temple College in Rugby und wurde 1956 als Bilanzbuchhalter zertifiziert.
Er bekleidete zahlreiche Zivil-, Geschäfts- und Kirchenämter. Er war unter anderem Kanzler der Universität von Sussex, Church Commissioner und Lord Lieutenant von West Sussex von 1990 bis 1994. Sitz des Duke ist Goodwood House in der Nähe von Chichester.
Durch den House of Lords Act 1999 verlor er den mit seinen Adelstiteln verbundenen Sitz im House of Lords.
Gordon-Lennox heiratete 1951 Susan Monica Grenville-Grey, mit der er folgende Kinder hatte:
- Lady Ellinor Caroline Gordon-Lennox (* 1952);
- Charles Henry Gordon-Lennox, 11. Duke of Richmond (* 1955), sein Erbe;
- Lady Louisa Elizabeth Gordon-Lennox (* 1967) ⚭ 1997 Ben Collings.

Zwei weitere Töchter hat er adoptiert:
- Lady Maria Gordon-Lennox (* 1959) ⚭ Mr. Handy;
- Lady Naomi Gordon-Lennox (* 1962) ⚭ Gavin Burke.